# Прокопович-Антонский, Дмитрий Михайлович
Дмитрий Михайлович Прокопович-Антонский (16 (27) мая 1798—21 июня (3 июля) 1870) — российский государственный деятель. Действительный тайный советник.

## Биография
Его отец Михаил Антонович Прокопович-Антонский (1760—1844), выпускник Московского университета служил приставом гражданских дел в Московском верхнем земском суде и в 1801 году был назначен обер-секретарем в 6-м департаменте Сената, а затем Общего собрания его московских департаментов. Мать — Варвара Алексеевна Бологовская (18.01.1775—14.04.1821; похоронена в Донском монастыре). В семье было шесть детей: трое сыновей — Владимир, Николай и Дмитрий и три дочери — Анна, Феодосия и Мария; жили они в приходе Ризположенской церкви близ Донского монастыря.
Как и его братья воспитывался в Университетском благородном пансионе, который окончил в 1815 году. С 23 июля 1815 года начал служить в Экспедиции о государственных доходах. В 1821 году он служил в Департаменте государственного казначейства, а в 1822 году перешёл в Канцелярию Общего собрания московских департаментов Сената.
С 1830 года служил в Департаменте министерства юстиции, а с начала 1831 года — начальником отдела в «Особой канцелярии при главноначальствующем над почтовым департаментом». В январе 1836 года он был назначен исправляющим должность помощника Московского почт-директора А. Я. Булгакова; с марта 1838 года — вице-директор Почтового департамента. Причем вскоре, 15 апреля 1841 года, пожалован в звание камергера, а 24 марта 1844 года произведён в действительные статские советники. Наконец, 28 июня 1854 года был назначен (после Ф. И. Прянишникова) директором Почтового департамента и Санкт-Петербургским почт-директором; с 13 апреля 1855 года — тайный советник.
Покидая Почтовое ведомство, его главноначальствующий граф В. Ф. Адлерберг взял с собой в Министерство императорского двора и Прокоповича-Антонского, назначив его с 1 января 1857 года председателем Строительной конторы этого министерства.
Служба Д. М. Прокоповича-Антонского была отмечена многочисленными орденами:
- орден Св. Александра Невского
- орден Белого орла
- орден Св. Анны 1-й ст. с императорской короной
- орден Св. Станислава 1-й ст.
- орден Св. Владимира 2-й ст.
- прусский орден Красного орла 2-й ст.

Умер Д. М. Прокопович-Антонский в чине действительного тайного советника, кавалером ордена Андрея Первозванного — в Баден-Бадене 21 июня (3 июля) 1870 года. Похоронен был на кладбище Новодевичьего монастыря Санкт-Петербурга.
Его сын Михаил Дмитриевич, выпускник Александровского лицея 1854 года, умер в 1873 году, дослужившись до чина надворного советника в должности помощника экспедитора Государственной канцелярии.